# Krystal Meyers
Krystal Nicole Meyers (Condado de Orange (California), 27 de julio de 1988) es una cantante y compositora estadounidense de rock cristiano y música contemporánea. Hasta la fecha ha publicado tres álbumes de estudio bajo el sello discográfico de Essential Records: Krystal Meyers, Dying For A Heart y Make Some Noise.  Sus canciones más conocidas son «The Way To Begin», «The Beauty Of Grace» y «Hallelujah» y por sus sencillos internacionales: «Anticonformity» y «Make Some Noise».

## Biografía
Krystal empezó a cantar en su casa a la edad de dos años. Cantó su primer solo en la iglesia a la edad de cinco, empezando a escribir canciones a los diez, tocando la guitarra acústica a los trece, después lanzando su álbum titulado como su nombre Krystal Meyers a la edad de dieciséis en el 2005. Su segundo álbum Dying For A Heart fue lanzando el 19 de septiembre de 2006; y su tercer álbum Make Some Noise fue lanzado el 9 de septiembre de 2008.
Nacida en California, ella y su familia se mudaron más tarde a Eugene, Oregón, y cuando ella tenía seis años, ella y su familia se mudaron a Franklin, Tennessee.
Cuando estaba en el campamento juvenil Barefoot Republic, a la edad de catorce, antes de entrar al noveno grado, escribió "Anticonformity", con su amiga Hannah Dwinell. Cuando ingresó al noveno grado, vio a sus compañeros caer en drogas y sexo y entonces "Anticonformity" se convirtió en "verdaderamente real", para ella:  "Lo que es importante es convertirte en la persona que Dios quiere que seas, rechazando ser la persona que el mundo quiere que seas... y perseguir el plan que Dios tiene para ti... se exactamente por lo que estás pasando... sólo quiero animarte." A sampling of her music was also used on ABC's high-impact Sunday-Night Lineup.

## Carrera
Krystal Meyers empezó su carrera en la industria musical en 2005 a sus apenas 16 años de edad firmando un contrato para el sello discográfico Essential Records de donde desprendió sus tres álbumes Krystal Meyers, Dying For A Heart y Make Some Noise.

### Krystal Meyers(2005)
Meyers firmó con Essential Records y trabajo en su álbum debut de su mismo nombre autotitulado Krystal Meyers. El álbum fue esencialmente pop punk, rock alternativo y rock cristiano; el estilo de Meyers fue comparado con el de Avril Lavigne, Ashlee Simpson, Paramore y Green Day, del álbum desprendió cuatro sencillos que ingresaron en los charts cristianos de Estados Unidos.
Meyers trabajó con el artista de CCM y productor Ian Eskelin, que ha trabajado con artistas como Francesca Battistelli, Sidewalk Prophets, Chris August, Remedy Drave y Stellar Kart  y el equipo de producción Wizardz Of Oz, que ya han trabajado con artistas como Vanessa Hudgens, Avril Lavigne, Olivia Newton-John, Britney Spears, The Cheetah Girls etc, para la composición y producción del álbum. Su sencillo "Anticonformity" ae convirtió en su sencillo Pop no. 1 en Japón gracias a que toco en la ranura superior con los Red Hot Chili Peppers. El primer sencillo del álbum "The Way To Begin" llegó al puesto 1 en el chart cristiano de CDH, otros singles que también lograron entrar a la lista fueron "My Savior" y "Anticonformity" que lograron su posición máxima en el puesto no. 8 y el sencillo "Fire" logró su punto máximo en el puesto no. 9. El álbum entró en el listado de Top Heatseekers de Billboard donde logró el puesto no. 48. El álbum fue lanzado el 7 de junio de 2005 en los Estados Unidos y el 30 de mayo de 2006 en todo el mundo. Jesus freak Hiedout le dio a esta producción calificaciones de 4 estrellas de 5.

### Dying For A Heart(2006)
Tras haber lanzado Krystal Meyers (álbum) Meyers lanzó su segundo álbum de estudio titulado Dying For A Heart el álbum fue lanzado el 19 de septiembre de 2006 en Estados Unidos y el 24 de octubre de 2006 en todo el mundo, este álbum fue muy similar al anterior con canciones rock pero este álbum representó más profundidad en sus canciones, al igual que su antecesor en este álbum también se desprendieron cuatro sencillos. Ian Eskelin, Andrew Bojanic y Elizabeth Hooper de Wizardz of Oz, y Berry Weeks colaboraron en la producción, producción ejecutiva y en la composición de canciones, mientras que Mike Komprass se encargó de la ingeniería musical.
El álbum alcanzó el puesto no. 19 en el Top Heatseekers, su primer sencillo "Collide" logró el puesto 6 en los charts de rock cristiano, su segundo sencillo "The Beauty Of Grace" logró el puesto número 4 en el chart de CDH, y el puesto no. 2 en Japón, su tercer sencillo "Hallelujah" logró el puesto no. 28 en las listas de charts de Rock cristiano, la canción "Together se presentó en el pre-show de NBC de Heroes & Villains. La canción The Situation fue escrita por Meyers y su guitarrista Brian Hitt, la canción habla acerca de las tentaciones carnales que hay en una relación y de tomar la decisión correcta, la canción se opone abiertamente a las relaciones sexuales prematrimoniales: "Queríamos escribir un tipo de canción polémica que desafiara totalmente a los jóvenes de las nuevas generaciones...The Situation va sobre el sexo prematrimonial queríamos hacerlo más desafiante y en su cara". El álbum tuvo calificaciones favorables Allmusic le dio 4 estrellas de 5, mientras que Jesus Freak Hideout le dio 4 estrellas y media de 5.

### Make Some Noise(2009)
Make Some Noise fue el tercer y hasta el 2014 la última producción de Meyers este álbum representó un cambio importante en estilo y composición musical en la carrera de Krystal, fue publicado el 9 de septiembre de 2008 en los Estados Unidos y el 9 de julio de 2008 en Japón, haciendo su estreno en un video en todo el mundo en Yahoo Music el 10 de julio de 2008, el álbum fue muy diferente que sus otros dos discos, este álbum era más movida y se encontraba en el reino del pop bailable alejándose por completo del Rock alternativo y el Pop punk que acostumbraba en su música, en este álbum Meyers se inspiró en el pop bailable de los años 60, hay una versión Remix del álbum que sirvió para la NBC y su promoción de su otoño de 2008 line-up.
Su primer sencillo «Shine» trazó bien en los charts cristianos de CDH, también alcanzó el puesto 13 en la lista iTunes top Christian/Gospel songs, otros singles del álbum son Make Some Noise que contó con un video musical,y sus dos últimos sencillos fueron "Love It Away" y "My Freedom".
Este álbum estuvo disponible también en una edición de lujo por iTunes en todo el mundo con 11 temas individuales (incluyendo "Sweet Dreams" un cover de la original de Eurythmics que viene en bonus track) y tres versiones adicionales de "Make Some Noise" que vienen en indonesio, mandaran y tailandés haciendo un total de 14 canciones. También se incluyó el video musical de Make Some Noise en Folleto Digital. Este álbum contó con 5 sencillos de los cuales "Shine" y "Make Some Noise" contaron con video musical, el álbum logró el puesto 20 en el Top Heatseekers. El lanzamiento del CD en EE. UU. cuenta con 10 canciones nuevas mientras que la edición eclusiva japonesa cuenta con los 10 temas más un bonus track.
El álbum tuvo buenas calificaciones profesionales, Allmusic le dio 4 estrellas y media de 5, Christianity Today le dio una calificación de 4 estrellas de 5, Cross Rhythms le dio una calificación de 9 estrellas de 10 y jesus freak Hideout le dio 4 estrellas de 5. Cuando se le preguntó a Meyers acerca del álbum ella respondió: 

es un álbum divertido, es nuevo y diferente... Estilísticamente de lo que había estado haciendo antes. Es un poco de pop de los años 80, al estilo discoteca, un álbum de clase de danza europea.

Meyers dijo a la revista CCM Magazine: 

"Dying For A Heart" y este disco son muy diferentes, como voy creciendo mis influencias van cambiando, en este álbum ya no me inspire en bandas de rock pesado como antes. Por supuesto, todavía me encanta bailar pero quiero hacer discos que reflejen lo que soy en el momento exacto, Make Some Noise representa una nueva etapa para mí, pero no significa que he cambiado sigo siendo la Krystal Meyers de siempre, espero que a todos les guste el nuevo sonido

También dio opinión acerca de los temas del álbum 

Mi tema favorito del álbum es "Beautiful Tonight"  porque la letra es muy honesta, la composición de las letras son muy intrincadas y el mensaje no está dirigido a menudo a través de la musica. También hay una canción que me encanta es la que le da el nombre al álbum "Make Some Noise" esa canción ayudó realmente a marcar el sonido del álbum en Hong Kong y ABC la use como promoción en exitosos programas como ‘Desperate Housewives,’ ‘Brothers and Sisters’ y ‘Extreme Home Makeover’”

 como comparación e influencias del álbum Meyers dijo: 

es como Shiny Toy Guns, cumple con Rihanna, cumple con Kylie Minogue y Gwen Stefani, cumple con los sonidos, la musica de este álbum es muy pop, es un paso atrás a 1080, es un disco de baile Studio 54, hay canciones de baile, canciones con un toque mas urbano, baladas móviles y algunas canciones que son mas rock.

## Vida personal
Meyers es cristiana desde muy temprana edad y siempre supo que sirviria Dios desde que estaba pequeña 

Yo sabía que haría ministerio musical desde que podía hablar.
Krystal Meyers

 , ella dice. 

Una dama en nuestra iglesia le dijo a mi mamá ´Su hija va a viajar por el mundo y será una misionera.´  Esto es un campo misionero y la música es el enchufe. Mi fe significa todo para mi.

 también dice: 

Esto es quien soy. Es el fundamento de lo que hago. Jesucristo es mi todo. Él me ha dado paz y gozo y es tan real que sólo tengo que cantar sobre eso que me hace sentir. Viene en mi música. ¡Debo compartir en lo que creo! Quiero que Dios hable a través de mi música. Por ello retrocedí y oré por eso. Rindo todo el proceso de composición a Dios."

Meyers es hija de Rick Meyers el creador de un famoso software cristiano llamado e-Sword.
En 2009 Krystal Contrajo Supuestamente matrimonio con Alex Hawkins y tiempo después en el olvido aparecieron unas fotos en internet y en prensas locales donde habían tenido un hijo luego no se supo otra vez de ella y desapareció misteriosamente. En 2011 contribuyó en la composición de la canción "He Can" para el álbum "Love All The Way" de la cantante de pop Brittany Hargest que fue miembro del grupo Jump5. En 2014 se supo que su página web había sido robada y un hombre llamado Robert Norman he publicado una teoría de la conspiración que el matrimonio de Krystal es un montaje. 

## Estilo musical
El estilo musical de Krystal Meyers ha variado en cada uno de sus álbumes. Su música abarca distintos géneros desde el rock hasta la música electrónica. Su primer álbum contiene un ritmo esencialmente más rock, con algunas canciones hard rock y pop punk. Por esa razón al inicio fue llamada por algunos críticos la "Avril Lavigne cristiana". Su segundo álbum también posee las características del rock en general pero abarcando más los sonidos del pop rock y la balada. En su tercer álbum el rock ocupa menos espacio mientras que el pop, el electro pop y el dance pop ganan terreno con ritmos más bailables.

## Discografía
- Krystal Meyers (2005)
- Dying For A Heart (2006)
- Make Some Noise (2008)